# Никополска епархия (Българска православна църква)
 Тази статия е за историческата и православната епархия.  За римокатолическата вижте Никополска епархия.  
Никополската епархия (на гръцки: Ιερά Μητρόπολη Νικοπόλεως) е историческа епархия на Вселенската и титулярна епархия на Българската патриаршия. Седалище на епархията е град Никополис ад Иструм.
Никополска е титулярна епископия на Българската патриаршия от 2024 година.

## История
Никополис ад Иструм е основан в началото на ΙΙ век. Развалините му са при търновското село Никюп, близо до устието на река Росица в река Янтра. Наречен е в чест на победата на император Траян над даките. След налагането на християнството в империята, в града съществува епархия наричана Никопол на Янтра (Nicopolis ad Iaternum) с епископи Поликарп, около 430 година, Марцел около 458 година и Аманций около 518 година. Предполага се, че градът съществува до 590 година.
Епископи на Вселенската патриаршия
| Име      | Име        | Години    |
| -------- | ---------- | --------- |
| Поликарп | Πολύκαρπος | около 430 |
| Марцел   | Μάρκελος   | около 458 |
| Аманций  | Ἀμάντιος   | около 518 |

Титулярни епископи на Българската патриаршия
| Име   | Управление    | Забележка                               |
| ----- | ------------- | --------------------------------------- |
| Матей | 27 април 2024 | викарий на Великотърновската митрополия |